# Amfitrite

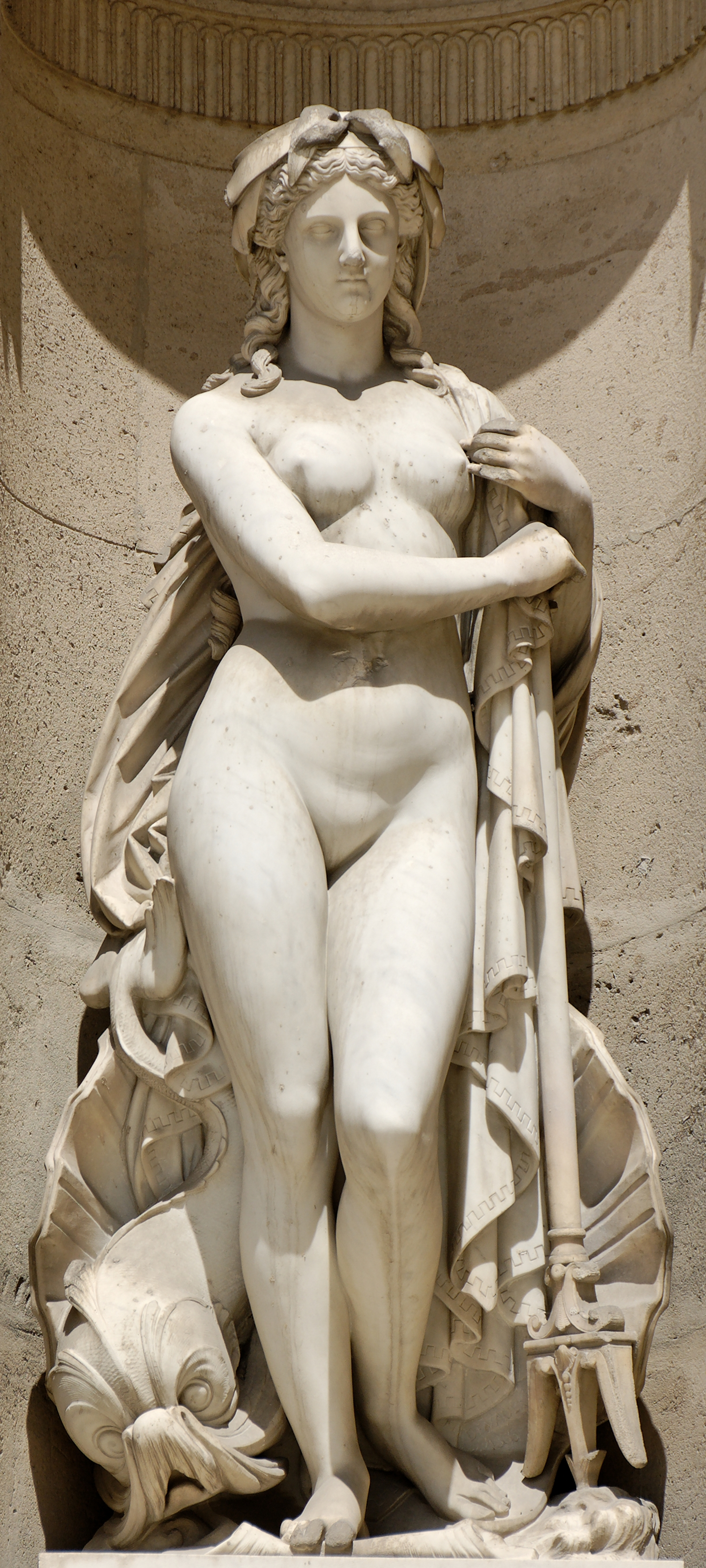
Amfitrite (1866), per François Théodore Devaulx (1808–1870). Façana nord del Cour Carrée del palau del Louvre (París).

Amfitrite (grec antic: Ἀμφιτρίτη, 'el tercer que envolta [la mar]') és, en la mitologia grega, la deessa de les aigües tranquil·les. A la mitologia romana se sol identificar amb Salàcia.
Segons la Teogonia d'Hesíode, Amfitrite és una nereida, filla de Nereu i Doris; segons la Biblioteca d'Apol·lodor ho és d'Oceà i Tetis. Segons la seva filiació s'hauria identificat com una nereida o com una oceànide, respectivament.
S'explica que Posidó la va veure i la va raptar, quan ballava prop de l'illa de Naxos. Es diu també que Posidó l'estimava des de feia molt de temps, però que la jove l'havia rebutjat i s'havia amagat a les profunditats de l'oceà, més enllà de les columnes d'Hèracles. Uns dofins la van descobrir i en una solemne processó la van portar davant de Posidó. Amfitrite està molt lligada als mars i a les criatures que hi habiten. Com que el déu principal del mar és el seu marit Posidó, Amfitrite no rebia el culte del poble grec directament, sinó que les ofrenes, els rituals i les pregàries, estaven dedicades, en la major part de casos, a Posidó i, per tant, a la seva dona, com passava amb Hera al costat de Zeus o amb Persèfone al costat del déu dels morts.
Moltes vegades no es parla d'ella directament com un personatge, sinó que és utilitzada per a parlar del mar.